# Oligodon dorsalis
Oligodon dorsalis este o specie de șerpi din genul Oligodon, familia Colubridae, descrisă de Samuel Frederick Gray și Hardwicke 1835. Conform Catalogue of Life specia Oligodon dorsalis nu are subspecii cunoscute.